# Bogdan Saltanov
Bogdan Saltanov (qui prend le nom d'Ivan Ievlevitch Saltanov lors de sa conversion à l'orthodoxie ; en arménien : Աստվածատուր Սալթանյան, en russe : Богдан Салтанов ; né en 1630 à La Nouvelle-Djolfa en Iran et mort en 1703 à Moscou) est un peintre de la cour du tsar Alexis Mikhaïlovitch et de ses successeurs, grand maître du palais des Armures (depuis 1686). Il est l'auteur d'icônes, d'illustrations de manuscrits. Il est originaire de la communauté arménienne installée en Iran.

## Biographie
Le véritable nom de l'artiste n'est pas connu avec certitude, ni les détails de sa vie avant son arrivée dans le tsarat de Russie. D'après les documents conservés à son sujet, il appert qu'est arrivé en 1660 à la cour d'Alexis Mikhaïlovitch à Moscou, en provenance de la communauté arménienne en Iran, un certain Zakhar Sagradov. C'est un marchand de La Nouvelle-Djolfa (quartier arménien d'Ispahan), ambassadeur du Chah de Perse, Abbas II. Parmi ses cadeaux au tsar de Russie se trouvait un plat en cuivre représentant la Cène qui intéressait particulièrement le tsar. Alexeï Mikhaïlovitch demande alors à Zakhar Sagradov de faire venir à Moscou le maître qui avait exécuté le travail sur ce plat en cuivre. Selon toute vraisemblance le plat avait été fabriqué en Europe de l'Ouest, mais Zakhar Sagradov a promis d'embaucher, sinon le maître, au moins son apprenti. Six années plus tard, en 1666, Bogdan Saltanov arrive à Moscou avec son frère et il est nommé immédiatement maître du Palais des armures. Il est honoré en qualité de membre de l'aristocratie étrangère. En 1674, Saltanov adopte le christianisme orthodoxe (au XVIIe siècle en Russie, c'était l'équivalent d'une prestation de serment à la Maison Romanov) et il est alors appointé au sein de la noblesse russe, ce qui témoigne de la hauteur de sa réputation.

## Œuvre
Au début, Saltanov travaille de pair avec les autres artistes, sous la direction du Polonais Stanislav Lopoutski, puis après le départ de ce dernier dans les années 1670, il devient deuxième maître après Ivan Bezmine (ru), et en 1686, lorsque Bezmine tombe en disgrâce, Saltanov devient le chef de l'artel du palais des Armures. Saltanov exécutait principalement les ordres de la cour impériale et non ceux de l'Église orthodoxe russe. Il a commencé par créer des icônes en taffetas (avec application de soie). Même dans ses travaux sur des thèmes religieux, on retrouve sa peinture à la manière de Friazine, ce qui estompe les différences entre la peinture laïque et la peinture d'icône. Selon Igor Grabar, Saltanov et ses contemporains, tels que Bezmine et Poznanski, représentent l'extrême gauche progressiste dans l'histoire de l'iconographie russe à l'époque de Simon Ouchakov. Avec eux disparaissent les dernières traces déjà assez illusoires de la tradition ancienne ». Le nombre d'œuvres créées par Saltanov n'a pas été établi avec précision ; de nombreuses œuvres sont attribuées à d'autres contemporains tels que Ivan Bezmine ou encore Karp Zolatariov (ru).

## Galerie

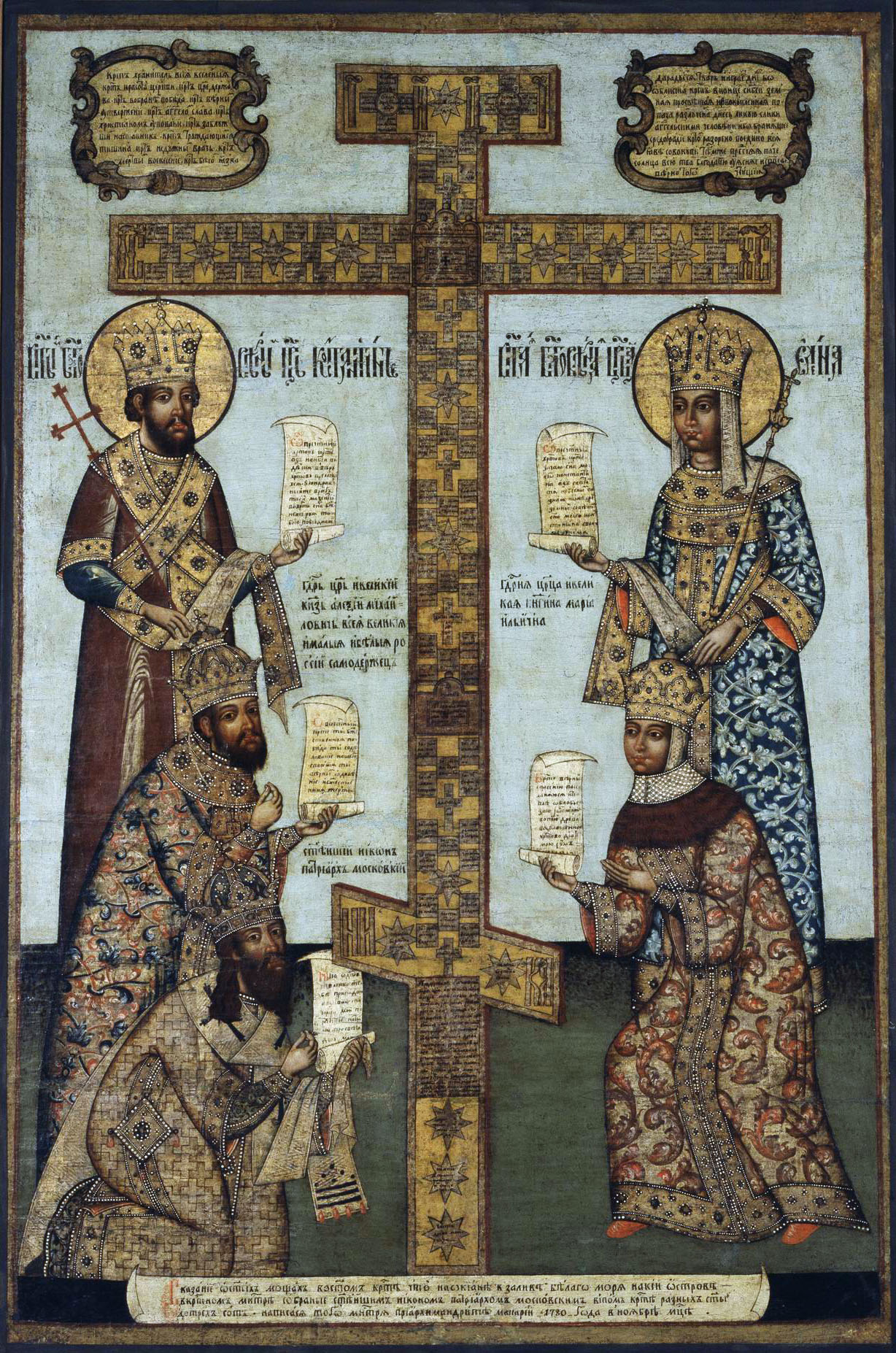
La Croix de Ki avec Constantin Ier (empereur romain), Nikon (patriarche de Moscou), Hélène (mère de Constantin), Maria Miloslavskaïa
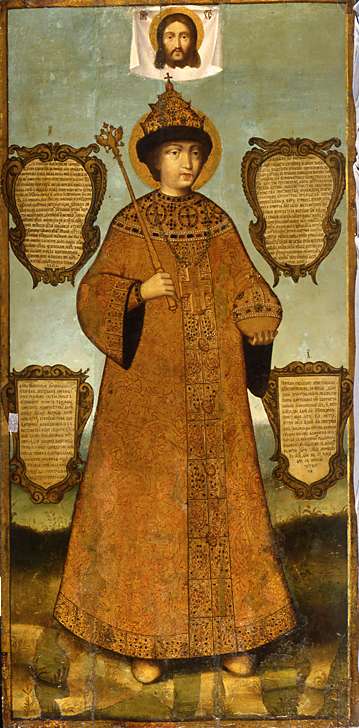
Portrait de Fédor III, commandé par  Sophie Alexeïevna en 1685, attribué à Saltanov ou à Ivan Bezmine.